# Lomonosovryggen
Lomonosovryggen (russisk: Хребет Ломоносова; Khrebet Lomonosova) er en undersøisk fjeldkæde, der strækker sig over 1.800 km fra Nysibiriske øer til Grønland, hvorfra den bøjer af mod Ellesmere Island og deler Nordishavet i to dybe bassiner.
Ryggen, der er opkaldt efter Mikhail Lomonosov, blev opdaget i 1948. Danmark, Rusland og Canada hævder alle at Lomonosovryggen er del af landenes kontinentalsokkel og at de derfor ved udnyttelse af havbundens resurser disponerer over rettighederne til f.eks. olien, der måtte findes. Danmark har udsendt flere ekspeditioner – således LORITA-1 i april–maj 2006 og tektoniske undersøgelser under LOMROG-ekspeditionen, som var en del af programmet for det internationale polarår 2007-08. Ekspeditionen bestod af den svenske isbryder Oden og den russiske atomdrevne isbryder NS 50 Let Pobedy. 50 Let Pobedy ledte ekspeditionen gennem isen til undersøgelsesstedet. Flere geologiske undersøgelser fandt sted under LOMROG II-ekspeditionen, som fandt sted i 2009, og under LOMROG III-ekspeditionen i 2012.